# Forță isterică
Forța isterică se referă la o manifestare de forță fizică extremă din partea oamenilor, depășind ceea ce se consideră a fi în capacitatea lor, care apare de obicei în situații percepute ca fiind de viață și de moarte. Această forță a fost raportată și în contexte de stări modificate de conștiință, cum ar fi transa și presupusa posedare. Descrierea sa se bazează în principal pe dovezi anecdotice.
Denumirea este legată de isterie, o categorie nosologică care includea crizele de forță supraomenească ca unul dintre simptomele posibile. În Europa, isteria a fost asociată cu cazuri de presupusă posedare demonică. Jean-Martin Charcot a explicat că atacurile isterice, pe care le numea „clownism”, includeau o forță și o agilități neobișnuite pentru vârsta și sexul persoanei, ceea ce, în ritualele catolice de exorcizare, era atribuit forței demonice. În acea perioadă, explicațiile pentru acest fenomen au început să fie legate de investigarea nebuniei. Termenul de „forță isterică” a fost utilizat și în contexte științifice și religioase, fiind menționat de medici în cadrul Societății pentru Cercetări Psihice.
Fenomenul a fost, de asemenea, documentat în rapoarte de transă sau posedare diverse culturi, incluzând mențiuni în Noul Testament (Marcu 5:4) și în practicile șamanice.
Forța neașteptată este considerată a apărea în timpul delirului excitat.

## Exemple
Cele mai frecvente exemple anecdotice bazate pe zvonuri sunt poveștile despre părinți care ridică vehicule pentru a-și salva copiii sau despre oameni care se află în situații critice. Perioadele de creștere a forței sunt de obicei de scurtă durată, nu depășind câteva minute, și pot conduce ulterior la leziuni musculare și epuizare. Nu există dovezi concludente care să ateste acest fenomen.
- Caporalul Seyit Çabuk a ridicat bombe de 276 kg în Campania Gallipoli, pe 18 martie 1915.
- Oracolele tibetane, cum ar fi Nechung Kuten,[11] au fost raportate că manifestă o forță supraomenească în timpul posedării, martorii descriind cum Nechung purta o coafură de 36 sau 41 de kilograme, care, în mod normal, i-ar fi putut rupe gâtul.[12][13]
- Jack Kirby, artist de benzi desenate, a declarat că a fost inspirat să creeze Hulk după ce a observat o femeie ridicând o mașină pentru a-și salva copilul în 1962.[14][15][16]
- În 1982, în Lawrenceville⁠(d), Georgia, Tony Cavallo repara de dedesubt un automobil Chevrolet Impala din 1964, când vehiculul a căzut de pe cricurile pe care era sprijinit, prinzându-l dedesubt. Mama lui Cavallo, Angela Cavallo, a ridicat mașina suficient de sus și suficient de mult timp pentru ca doi vecini să înlocuiască cricurile și să-l scoată pe Tony de sub mașină.[17]
- În 1988, în Waialua, Hawaii⁠(d), în timp ce lucra la un contract de construcții, la două săptămâni după filmarea finalului serialului Magnum, P.I.⁠(d), pilotul și veteranul din Vietnam Steve Kux a pierdut controlul elicopterului său Hughes 500D⁠(d) și s-a prăbușit într-un șanț de drenaj. Colegul său de muncă, Warren Everal (cunoscut și sub numele de „Tiny”) a ridicat elicopterul de 640 de kilograme[18] suficient pentru a permite unei alte persoane să îl scoată pe Kux din carlingă.[19]
- În 2006, Lydia Angiyou, locuitoare din Ivujivik, Quebec⁠(d), a salvat mai mulți copii luptându-se cu un urs polar până când un vânător local a împușcat ursul.[20]
- În 2006, în Tucson, Arizona, Tom Boyle a văzut cum un Chevrolet Camaro l-a lovit pe Kyle Holtrust, în vârstă de 18 ani. Mașina l-a prins dedesubt pe Holtrust, încă în viață. Boyle a ridicat Camaro-ul de pe adolescent, în timp ce șoferul mașinii l-a tras pe adolescent în siguranță.[17][21]
- În 2009, în Ottawa⁠(d), Kansas, Nick Harris, 1,70 m, 84 kg, a ridicat un sedan Mercury pentru a ajuta o fetiță de 6 ani blocată dedesubt.[22]
- În 2009, în Newport, Țara Galilor, Donna McNamee, Abigail Sicolo și Anthony McNamee au ridicat un Renault Clio de 1,1 tone de pe un băiat de 8 ani.[23]
- În 2011, în Tampa, Florida, Danous Estenor, jucător de fotbal american la Universitatea din Florida de Sud, de 1,91 m și 134 kg, a ridicat o mașină de 1.600 kg de pe un bărbat care fusese prins dedesubt. Bărbatul era un șofer de camion de remorcare care fusese prins sub roata din spate a unui Cadillac Sevilla din 1990, care se înclinase înainte în timp ce el lucra sub ea. Bărbatul a suferit doar răni ușoare.[24]
- În 2012, în Glen Allen, Virginia⁠(d), Lauren Kornacki, în vârstă de 22 de ani, și-a salvat tatăl, Alec Kornacki, după ce cricul folosit pentru a susține BMW-ul său a alunecat, prinzându-l sub el. Lauren a ridicat mașina, apoi l-a resuscitat pe tatăl ei și i-a salvat viața.[25]
- În 2012, în Michigan, Austin Smith (în vârstă de 15 ani) a ridicat o mașină pentru a-și salva bunicul imobilizat dedesubt.[26][27]
- În 2013, în Oregon, surorile adolescente Hannah (16 ani) și Haylee (14 ani) au ridicat un tractor pentru a-și salva tatăl blocat dedesubt.[28]
- În 2013, în Salvage, Newfoundland și Labrador, Cecil Stuckless, un bărbat în vârstă de 72 de ani, a ridicat un Jeep pentru a-și salva ginerele prins dedesubt.[29][30]
- În 2014, în Minnesota, Bob Renning, un bărbat în vârstă de 52 de ani, a apucat rama ușii unui Chevy Trailblazer 2006 în flăcări, trăgând și îndoind rama ușii în două, spărgând geamul. Renning l-a ajutat pe șofer să iasă din vehiculul în flăcări, salvându-i viața.[31]
- În 2015, în St. John's, Newfoundland, Nick Williams a ridicat un vehicul cu tracțiune integrală pentru a salva un băiețel prins sub roata acestuia.[32]
- În 2016, în Virginia, Charlotte Heffelmire a ridicat un camion în flăcări de pe tatăl ei înainte de a conduce camionul pe trei roți din garaj, a intrat înapoi în casă și și-a salvat familia din incendiul care a urmat.[33]
- În 2017, în Temple Terrace, Florida⁠(d), Kenny Franklin, a ridicat un SUV de la un polițist de stat după un accident.[34][35]
- În 2019, în Ohio, Zac Clark, un jucător de fotbal în vârstă de 16 ani, a ridicat o mașină de 1.400 de kilograme când și-a auzit vecinul cerând ajutor.[36][37]

## Cercetare
Primele studii au arătat că adrenalina poate crește forța de contracție musculară, dar nu și forța tetanică sau viteza de dezvoltare a forței în mușchi. O explicație posibilă este teoria „guvernatorului central” a lui Tim Noakes⁠(d), care sugerează că sistemul nervos central controlează dinamic și subconștient numărul de unități motorii active din mușchi. În mod normal, întreaga capacitate neuronală motorie nu este activată pentru a proteja organismul, ceea ce poate duce la leziuni fizice. În situații extreme, aceste limite pot fi eliminate, permițând activarea unei forțe mai mari.
Fiziologul Robert Girandola a observat că majoritatea vehiculelor au o distribuție a greutății care le face mai ușor de ridicat de către o persoană. Astfel, în cele mai multe cazuri, ridicarea unei mașini nu înseamnă ridicarea întregii greutăți a acesteia.